# Escala expandida do estado de incapacidade
A Escala Expandida do Estado de Incapacidade de Kurtzke (EDSS) é um método para quantificar o grau de incapacidade na esclerose múltipla. A escala classifica a incapacidade em oito sistemas funcionais (SF) e permite aos neurologistas determinar uma pontuação a cada um deles. Uma calculadora EDSS online foi desenvolvida.

## Sistemas funcionais
Kurtzke classifica os sistemas funcionais em:
- Piramidal
- Cerebelo
- Tronco cerebral
- Sistema sensorial
- Intestino e bexiga
- Visão
- Cérebro
- outros

## Resultados e significado
Pontuação:
- 0.0: Exame neurológico normal
- 1.0: Sem incapacidade, um SF de grau 1
- 1.5: Sem incapacidade, dois SF de grau 1
- 2.0: Incapacidade mínima em 1 SF (1 SF grau 2, outros grau 0 ou 1)
- 2.5: Incapacidade minima em 2 SF ( 2 SF grau 2, outros grau 0 ou 1)
- 3.0: Incapacidade moderada em 1 SF ( 1 SF grau 3, outros grau 0 ou 1) ou incapacidade discreta em 3 ou 4 SF (3/4 SF grau 2, outros grau 0 ou 1). Deambulando plenamente.
- 3.5: Deambulação plena, com incapacidade moderada em 1SF (1 SF grau 3) e 1 ou 2 SF grau 2; ou 2SF grau 3; ou 5 SF grau 2 (outros 0 ou 1)
- 4.0: Deambulação plena, até 500 m sem ajuda ou descanso (1 SF grau 4, outros 0 ou 1)
- 4.5: Deambulação plena, até 300 m sem ajuda ou descanso. Com alguma limitação da atividade ou requer assistência mínima (1 SF grau 4, outros 0 ou 1)
- 5.0: Deambulação até 200 m sem ajuda ou descanso. Limitação nas atividades diárias ( equivalentes são 1 SF grau 5, outros 0 ou 1; ou combinação de graus menores excedendo o escore 4.0)
- 5.5: Deambulação até 100 m sem ajuda ou descanso. Incapacidade impedindo atividades plenas diárias (equivalentes são 1SF grau 5, outros 0 ou 1; ou combinações de graus menores excedendo o escore 4.0)
- 6.0: Assistência intermitente ou com auxilio unilateral constante de bengala, muleta ou suporte (equivalentes são mais que 2 SF graus 3+)
- 6.5: Assistência bilateral (equivalentes são mais que 2 SF graus 3+)
- 7.0: Não anda 5 m mesmo com ajuda. Restrito a cadeira de rodas. Transfere da cadeira para cama (equivalentes são combinações com mais que 1 SF 4+, ou piramidal grau 5 isoladamente)
- 7.5: Consegue apenas dar poucos passos. Restrito á cadeira de rodas. Necessita ajuda para transferir-se (equivalentes são combinações com mais que 1 SF grau 4+)
- 8.0: Restrito ao leito, mas pode ficar fora da cama. Retém funções de autocuidado; bom uso dos braços (equivalentes são combinações de vários SF grau 4+)
- 8.5: Restrito ao leito constantemente. Retém algumas funções de autocuidade e dos braços (equivalentes são combinações de vários SF grau 4+)
- 9.0: Paciente incapacitado no leito. Pode comunicar, não come, não deglute (equivalentes é a maioria de SF grau 4+)
- 9.5: Paciente totalmente incapacitado no leito. Não comunica, não come, não deglute (equivalentes são quase todos de SF grau 4+)
- 10.0: Morte por esclerose múltipla